# Ибрагимов, Эльхан Огтай оглы
Эльхан Огтай оглы Ибрагимов (азерб. Elxan Oqtay oğlu İbrahimov; род. 1982, Баку) — глава исполнительной власти Кюрдамирского района (c 2022).

## Биография
Родился в 1982 году в Баку. В 2003 году окончил факультет финансов и кредита Азербайджанского университета кооперации. В 2005 году получил степень магистра. Обучался в Стокгольмской школе экономики.
С 2006 года преподавал в Азербайджанском университете кооперации.
Работал в аудиторской компании «Baker Tilly», группе компаний «Embawood». Работал в иных холдингах руководителем по финансам.
С апреля 2020 года являлся начальником отдела анализа социально-экономического развития и прогнозирования, заместителем главы Аппарата исполнительной власти Шемахинского района.
Глава исполнительной власти Кюрдамирского района (с 18 февраля 2022).
Член партии «Новый Азербайджан».
Владеет английским и русским языками.

## Семья
Внук Халфы Ибрагимова, являвшегося в период Азербайджанской ССР первым секретарём районного комитета партии нескольких районов Азербайджанской ССР.